# 切萨巴·索莫吉
切萨巴·索莫吉（匈牙利語：Somogyi Csaba，1985年4月7日—）是一名匈牙利足球运动员，司职守门员。

## 俱乐部生涯
索莫吉在匈牙利足球甲级联赛吉奥利开始职业足球生涯，之后他又先后效力于匈牙利的低级别联赛球队英特格拉、赫维兹和莱科什帕洛塔伊。
2010年12月，索莫吉曾经在荷甲球队阿贾克斯试训，虽然最终没有留下，但索莫吉的表现给时任阿贾克斯主教练的留下深刻印象。因此在他来到英超球队富勒姆执教后，就和索莫吉签约一年。